# Dermatol
Dermatol (łac. Bismuthi subgallas) – nazwa zwyczajowa zasadowego galusanu bizmutawego. Substancja ma postać ciężkiego, żółtego proszku. Dermatol jest wykorzystywany w lecznictwie jako zasypka na skórę, służy jako środek odkażający, osuszający, ściągający i przeciwzapalny. Ponadto może być używany doustnie jako środek przeciwbiegunkowy i osłaniający błonę śluzową żołądka i dwunastnicy (dawniej posiadał duże znaczenie jako lek przeciwwrzodowy). Stosowany jako składnik maści i zasypek w chorobach skóry takich jak: stany zapalne skóry, rany sączące i wrzody. Podobne zastosowanie posiadają inne połączenia bizmutowe, m.in. zasadowy azotan bizmutawy, zasadowy węglan bizmutawy, zasadowy salicylan bizmutawy oraz kseroform.
Zbadanie struktury krystalicznej dermatolu wykazało, że jest to polimer koordynacyjny, dla którego zaproponowano wzór [Bi(C6H2(O)3COOH)(H2O)]n·2nH2O.

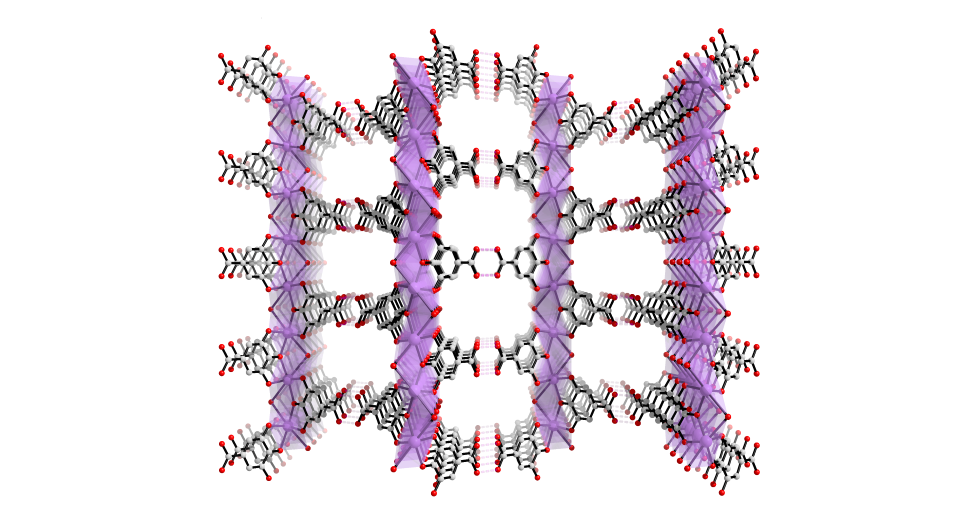
Struktura krystaliczna dermatolu

## Sposób działania
Dermatol działa ściągająco na skórę oraz błony śluzowe i rany. Denaturuje białka na powierzchni skóry oraz błon śluzowych i dzięki temu tworzy nieprzepuszczalną warstwę ochronną, a ponadto wpływa ściągająco na naczynia krwionośne, co powoduje zanikanie obrzęków. Dermatol hamuje również drobne krwawienia, działa wysuszająco oraz słabo odkażająco.
W działaniu podobny do kseroformu, z którym bywa mylony, od którego wykazuje słabsze działanie.

## Preparaty farmaceutyczne[3]
Dermatol wchodzi w skład farmakopealnej maści Unguentum Bismuthi subgallici, o składzie:
Bismuthi subgallas   20,0
Unguentum leniens   80,0
M.f.ung.